# Allodontidae
Gli Allodontidi (Allodontidae Marsh, 1889) sono una famiglia di mammiferi estinti i cui resti fossili provengono dagli strati databili tra il Giurassico medio e il Cretaceo inferiore di Europa, Asia, Nord America e Marocco. Questi piccoli erbivori vissero durante l'era dei dinosauri. Gli Allodontidi sono membri dell'ordine dei multitubercolati e del sottordine 'plagiaulacida'. Sono quindi alcuni tra i più antichi rappresentanti dell'ordine.
La famiglia Allodontidae, il cui nome deriva dal greco "ἄλλος" e "ὀδούς" (altro dente), venne classificata da Othniel Charles Marsh nel 1889. È suddivisa in due generi, Ctenacodon e Psalodon. 

La formula dentaria è:

## Tassonomia
Sottoclasse  †Allotheria Marsh, 1880
- Ordine †Multituberculata Cope, 1884:
  - Sottordine †Plagiaulacida Simpson, 1925
    - Famiglia †Allodontidae Marsh, 1889
      -         - Genere †Ctenacodon Marsh, 1879
          - Specie †C. serratus Marsh, 1879
          - Specie †C. nanus Marsh, 1881
          - Specie †C. laticeps Marsh, 1881
          - Specie †C. scindens Simpson, 1928

        - Genere †Psalodon Simpson, 1926
          - Specie †P. potens Marsh, 1887
          - Specie †P. fortis Marsh, 1887
          - Specie †P. marshi Simpson, 1929